# スターン素数
スターン素数（スターンそすう、英: Stern prime）とは、それより小さい素数と0でない平方数の2倍の和で書くことができない素数のことである。つまり、素数 q は、それより小さな素数 p と0でない整数 b を使って q = p + 2b2 と書くことができないときスターン素数である。名称はドイツの数学者モリッツ・アブラハム・シュテルン（スターン）にちなむ。既知のスターン素数は以下のとおりである。
2, 3, 17, 137, 227, 977, 1187, 1493, ...  （オンライン整数列大辞典の数列 A042978）
例えば 137 から平方数の2倍を小さい順に引いていったものを並べると数列 {135, 129, 119, 105, 87, 65, 39, 9} が得られるが、これらはどれ一つとして素数でない。よって 137 はスターン素数である。一方 139 はスターン素数でない。なぜなら 139 は 137 + 2(12), 131 + 2(22) 等と書けるからである。
実際、多くの素数について2通り以上にこのような表示ができる。双子素数が与えられたとき、大きい方の素数はゴールドバッハの表現（2素数の和） p + 2(12) で表せる。素数が四つ子素数のうち最大のもの、p + 8 であるときも p + 2(22) と表せる。数列 A007697 は、少なくとも n 通りにこのような表示ができる最小の奇数を順に並べたものである。レオンハルト・オイラーは自然数が大きくなるにつれて p + 2b2 と表示する方法の数も増大していくことを観察し、一通りも表示法がないような数には最大値があるのではないかと考えた。つまり、上記のスターン素数列は有限であるばかりでなく全てを尽くしているという主張である。Jud McCranie によれば、これらは最初の 100000 個の素数の中の全てのスターン素数を尽くしている。 
奇の合成スターン数も存在する。知られているのは 5777 と 5993 のみである。クリスティアン・ゴールドバッハはかつて「全てのスターン数は素数である」と予想したがこれは誤りであった（A060003 スターン数）。
ゴールドバッハはオイラーへ宛てた手紙の中で、全ての奇数は「素数」 p と整数 b を使って p + 2b2 と書けると予想したことがあった。Laurent Hodgesは、スターンはゴールドバッハの書簡を書籍で読んだことでこの問題に興味を持つようになったと確信している。当時 1 は素数とされていたため、 1 + 2(12) と表示できる 3 はこの意味ではスターン素数ではない。3 を除けば、上述のスターン素数列は 1 を素数に含めてもそのままである。